# 吳子翔
吳子翔（英語：Ng Chi Cheung，1980年12月7日—），香港男子橋牌選手。

## 簡歷
2018年8月，吳子翔代表中國香港參加2018年亞洲運動會橋牌比賽，與單偉彪、黎偉傑、麥國輝、溫兆裘和劉碧堅合作贏得男子團體賽銀牌。